# Malmö Fotbollförening 1949-1950
Questa voce raccoglie le informazioni riguardanti il Malmö Fotbollförening nelle competizioni ufficiali della stagione 1949-1950.

## Stagione
Grazie a una striscia di diciotto vittorie consecutive il Malmö si confermò campione di Svezia con quattro gare di anticipo, concludendo il campionato con quindici lunghezze di vantaggio sulla seconda e con soli due punti persi, per effetto di due pareggi incassati a titolo già ottenuto. Nel corso del torneo la squadra aveva conosciuto anche un avvicendamento in panchina, con Sven Nilsson alla guida nel girone di ritorno, in sostituzione di Kálmán Konrád.
La stagione si concluse con l'eliminazione degli Himmelsblått ai quarti di finale della coppa nazionale, per mano del Halmia.

## Divisa e sponsor
| Manica sinistra · Maglietta · Manica destra · Pantaloncini · Calzettoni |

## Rosa
| N. |                   | Ruolo | Calciatore      |
| -- | ----------------- | ----- | --------------- |
|    | Svezia (bandiera) | P     | Helge Bengtsson |
|    | Svezia (bandiera) | D     | Arne Månsson    |
|    | Svezia (bandiera) | D     | Hans Malmström  |
|    | Svezia (bandiera) | D     | Sune Sandbring  |
|    | Svezia (bandiera) | D     | Erik Nilsson    |
|    | Svezia (bandiera) | C     | Kjell Hjertsson |
|    | Svezia (bandiera) | C     | Egon Jönsson    |
|    | Svezia (bandiera) | C     | Ingvar Gärd     |
|    | Svezia (bandiera) | C     | Sven Hjertsson  |

| N. |                   | Ruolo | Calciatore       |
| -- | ----------------- | ----- | ---------------- |
|    | Svezia (bandiera) | C     | Kjell Rosén      |
|    | Svezia (bandiera) | A     | Karl-Erik Palmér |
|    | Svezia (bandiera) | A     | Börje Tapper     |
|    | Svezia (bandiera) | A     | Stellan Nilsson  |
|    | Svezia (bandiera) | A     | Ingvar Rydell    |
|    | Svezia (bandiera) | A     | Walfrid Ek       |
|    | Svezia (bandiera) | A     | Kjell Persson    |
|    | Svezia (bandiera) | A     | Einar Mårtensson |
|    | Svezia (bandiera) | A     | Gustaf Nilsson   |

## Risultati

### Allsvenskan

#### Girone di andata
| 1ª giornata | Elfsborg | 0 – 2 | Malmö FF |  |

| 2ª giornata | Malmö FF | 3 – 1 | Degerfors |  |

| 3ª giornata | Malmö FF | 5 – 0 | Helsingborg |  |

| 4ª giornata | Halmia | 1 – 3 | Malmö FF |  |

| 5ª giornata | Malmö FF | 5 – 1 | GAIS |  |

| 6ª giornata | Kalmar | 1 – 2 | Malmö FF |  |

| 7ª giornata | IFK Göteborg | 2 – 9 | Malmö FF |  |

| 8ª giornata | Malmö FF | 3 – 1 | AIK |  |

| 9ª giornata | IFK Norrköping | 0 – 2 | Malmö FF |  |

| 10ª giornata | Malmö FF | 4 – 2 | Jönköpings Södra |  |

| 11ª giornata | Djurgården | 0 – 3 | Malmö FF |  |

#### Girone di ritorno
| 12ª giornata | Malmö FF | 1 – 0 | Elfsborg |  |

| 13ª giornata | Degerfors | 1 – 5 | Malmö FF |  |

| 14ª giornata | Malmö FF | 3 – 0 | Halmia |  |

| 15ª giornata | Malmö FF | 3 – 0 | Djurgården |  |

| 16ª giornata | Jönköpings Södra | 1 – 4 | Malmö FF |  |

| 17ª giornata | GAIS | 1 – 4 | Malmö FF |  |

| 18ª giornata | Malmö FF | 5 – 1 | Kalmar |  |

| 19ª giornata | AIK | 3 – 3 | Malmö FF |  |

| 20ª giornata | Malmö FF | 5 – 0 | IFK Norrköping |  |

| 21ª giornata | Helsingborg | 2 – 2 | Malmö FF |  |

| 22ª giornata | Malmö FF | 6 – 3 | IFK Göteborg |  |

### Coppa di Svezia
| Secondo turno | Malmö FF | 3 – 0 | Kenty |  |

| Quarti di finale | Halmia | 1 – 0 | Malmö FF |  |

## Statistiche

### Statistiche di squadra
| Competizione    | Punti | Totale | Totale | Totale | Totale | Totale | Totale | DR  |
| Competizione    | Punti | G      | V      | N      | P      | Gf     | Gs     | DR  |
| --------------- | ----- | ------ | ------ | ------ | ------ | ------ | ------ | --- |
| Allsvenskan     | 42    | 22     | 20     | 2      | 0      | 82     | 21     | +61 |
| Coppa di Svezia | -     | 2      | 1      | 0      | 1      | 3      | 1      | +2  |
| Totale          | -     | 24     | 21     | 2      | 1      | 85     | 22     | +63 |

### Andamento in campionato
| Giornata  | 1 | 2 | 3 | 4 | 5 | 6 | 7 | 8 | 9 | 10 | 11 | 12 | 13 | 14 | 15 | 16 | 17 | 18 | 19 | 20 | 21 | 22 |
| --------- | - | - | - | - | - | - | - | - | - | -- | -- | -- | -- | -- | -- | -- | -- | -- | -- | -- | -- | -- |
| Luogo     | T | C | C | T | C | T | C | C | T | C  | T  | C  | T  | C  | C  | T  | T  | C  | T  | C  | T  | C  |
| Risultato | V | V | V | V | V | V | V | V | V | V  | V  | V  | V  | V  | V  | V  | V  | V  | N  | V  | N  | V  |
| Posizione | 2 | 1 | 1 | 1 | 1 | 1 | 1 | 1 | 1 | 1  | 1  | 1  | 1  | 1  | 1  | 1  | 1  | 1  | 1  | 1  | 1  | 1  |

Fonte:  Sweden » Allsvenskan 1949/1950 » Schedule, su worldfootball.net.
Legenda:

Luogo: C = Casa; T = Trasferta. Risultato: V = Vittoria; N = Pareggio; P = Sconfitta.

### Statistiche dei giocatori
| Giocatore     | Allsvenskan | Allsvenskan | Coppa di Svezia | Coppa di Svezia | Totale   | Totale |
| Giocatore     | Presenze    | Reti        | Presenze        | Reti            | Presenze | Reti   |
| ------------- | ----------- | ----------- | --------------- | --------------- | -------- | ------ |
| H. Bengtsson  | 22          | -21         | ?               | ?               | 22+      | -21+   |
| W. Ek         | 6           | 6           | ?               | ?               | 6+       | 6+     |
| I. Gärd       | 21          | 1           | ?               | ?               | 21+      | 1+     |
| K. Hjertsson  | 13          | 0           | ?               | ?               | 13+      | 0+     |
| S. Hjertsson  | 22          | 2           | ?               | ?               | 22+      | 2+     |
| E. Jönsson    | 22          | 15          | ?               | ?               | 22+      | 15+    |
| H. Malmström  | 13          | 0           | ?               | ?               | 13+      | 0+     |
| A. Månsson    | 21          | 0           | ?               | ?               | 21+      | 0+     |
| E. Mårtensson | 2           | 1           | ?               | ?               | 2+       | 1+     |
| E. Nilsson    | 8           | 0           | ?               | ?               | 8+       | 0+     |
| G. Nilsson    | 2           | 0           | ?               | ?               | 2+       | 0+     |
| S. Nilsson    | 19          | 15          | ?               | ?               | 19+      | 15+    |
| K.E. Palmér   | 22          | 7           | ?               | ?               | 22+      | 7+     |
| K. Persson    | 1           | 2           | ?               | ?               | 1+       | 2+     |
| K. Rosén      | 13          | 1           | ?               | ?               | 13+      | 1+     |
| I. Rydell     | 19          | 21          | ?               | ?               | 19+      | 21+    |
| S. Sandbring  | 2           | 0           | ?               | ?               | 2+       | 0+     |
| B. Tapper     | 16          | 11          | ?               | ?               | 16+      | 11+    |